# 莊靜而
莊靜而（英語：Patricia Chong Ching Yee，1959年12月13日—），香港女性影視演員，曾為麗的電視、無綫電視及亞洲電視旗下藝人，現已息影退出娛樂圈。

## 生平
莊靜而在香港出生長大，祖籍四川省自貢市，她畢業於聖保羅男女中學，初期在的出道時，憑著1980年參演香港新浪潮電影的《山狗》，因在片中一幕濕身透露鏡頭而成名。
莊靜而於其後轉向的電視界發展後，1981年香港麗的電視參與拍攝電視劇《青春三重奏》、《IQ成熟時》等劇。後轉投無綫電視繼續演出《前路》、《突破》及1982年無綫電視民初劇《香城浪子》等、莊靜而曾在電影及電視劇中，其後至1989年底、莊靜而再次重返香港亞洲電視演出《皇家檔案》、《天堂夢》、《還看今朝》、《暴雨燃燒》等劇集。
1997年，莊靜而為亞洲電視拍攝完劇集《天長地久》是為其亞洲電視的最後一部電視劇以及1998年的電影《難姐難妹》後、此劇為影視作品的告別作，至1999年之後退出娛樂圈。偶爾亦會客串演出電視劇或電影圈等等。

## 現況
莊靜而已婚，曾舉家移民溫哥華。2004年回流香港，開設汽車服務公司。

## 影視作品

### 電視劇（麗的電視）
- 1981年
  - 《青春三重奏》 飾 孫的兒（阿的）
  - 《I.Q.成熟時》 飾 湯家棣（花灑）

### 電視劇（無綫電視）
- 1981年
  - 《前路》 飾 莊樂生
  - 《突破》 飾 郭婉君
- 1982年
  - 《孤城客》 飾 蝶衣姑娘
  - 《花艇小英雄》 飾 楚楚
  - 《香城浪子》 飾 潘曉彤
- 1983年
  - 《天降財神》 飾 張思敏
  - 《老洞》 飾 甄素心
  - 《賴布衣妙算玄機》 飾 孔慈
- 1984年
  - 《黃金約會》飾 藍雪兒
  - 《為人師表》飾 葉靜珊
  - 《青鋒劍影》飾 蕭淚血
- 1985年
  - 《呂四娘》飾 莊小蝶
  - 《江湖浪子》 飾 管素兒
  - 《碧血劍》 飾 溫青青
  - 《拆擋拍擋》 飾 謝麗紅
  - 《楊家將》 飾 潘妃
- 1986年
  - 《黃大仙》 飾 天鳳公主
  - 《賊公阿牛》 飾 春梅
  - 《聖劍天驕》 飾 童嬰

### 電視劇（亞洲電視）
- 1989年
  - 《皇家檔案II之暮年戰士》 飾 胡樂華
  - 《皇家檔案III之美女与野獸》 飾 米采詩
  - 《天堂夢》 飾 阮芸
  - 《男大當差》
- 1990年
  - 《代代平安》 飾 阿珊
  - 《還看今朝》 飾 譚紫珊
  - 《90都市情懷之他來自屯門》 飾 張意清
- 1991年
  - 《暴雨燃燒》 飾 程嘉麗
- 1993年
  - 《衝出校園》 飾 鍾淑賢
- 1995年
  - 《包青天》 飾 蔡可兒
- 1996年
  - 《飄零燕》 飾 阿倩
  - 《劍嘯江湖》 飾 楚心如
- 1997年
  - 《天長地久》 飾 萬秋風

### 電視劇（香港電台）
- 1992年
  - 《屋簷下之話俾爸媽知》 飾 阿聰媽媽
- 1996年
  - 《乖乖不得了之你係我，我係邊個》 飾 星仔媽媽

### 電影
- 1980年
  - 《有你冇你》
  - 《山狗》
  - 《救世者》
- 1981年
  - 《煲車》
- 1982年
  - 《彩雲曲》
  - 《鯊魚燒賣》
- 1984年
  - 《行错姻缘路》
  - 《公僕》
- 1987年
  - 《奪命佳人》
- 1991年
  - 《血債》
- 1992年
  - 《驚天24小時》
- 1994年
  - 《瘋劫孽》
  - 《浮世怨曲》
- 1995年
  - 《女人，四十》
- 1998年
  - 《難姐難妹》

## 外部連結
- 莊靜而在香港影庫上的簡介
- 另類金庸：莊靜而 （页面存档备份，存于）
- 夢中情人：莊靜而